# 완안 수가
완안 수가(完顏綏可)는 완얀 발해의 맏아들이다. 1135년 정조황제(定昭皇帝)추시되었다. 사원의 이름은 헌조(獻祖)이다.
1144년 휘릉(輝陵)에 안장되었다.

## 가족관계
- 황후: 공정황후(恭靖皇后, ? - ?)
  - 장남: 금나라 추존 황제 소조 완안 석노(昭祖 完顏 石魯, ? - 1021, 재위 1005 - 1021)
  - 차남: 완안 박도(朴都, ? - ?)
  - 3남: 완안 아보한(阿保寒, ? - ?)
  - 4남: 완안 적혹(敵酷, ? - ?)
  - 5남: 완안 적고내(敵古乃, ? - ?)
  - 6남: 완안 살리련 (撒里輦, ? - ?)
  - 7남: 완안 살갈주(撒葛周, ? - ?)

| 전 대 완안 발해 | 제4대 여진 추장 983년 - 1005년 | 후 대 완안 석노 |